# Dear Doctor
Dear Doctor (ディア·ドクター?, Diā dokutā) è un film del 2009 diretto da Miwa Nishikawa.
Ha vinto il premio come miglior film alla 31ª edizione del "Yokohama film festival", mentre ha ricevuto la nomination al 33° Awards of the Japanese Academy.

## Trama
Keisuke, studente di medicina interna, viene mandato a fare pratica in uno sperduto villaggio di campagna. Dopo aver incontrato il medico responsabile della piccola comunità, amato e stimato da tutti, il giovane inizia ad impegnarsi duramente.
Keisuke segue così il dottor Osamu nei suoi giri di visita ai vari pazienti, di cui conosce praticamente tutto; lo studente si rende presto conto che le cose davvero importanti da imparare nella sua professione non vengono insegnate sui banchi universitari.
Poco dopo però emerge un segreto tenuto fino ad allora nascosto dal dottore e sia Kaisuke che la comunità del paese dovranno confrontarsi con questo nuovo fatto sopraggiunto del tutto inaspettatamente.